# 白耳蜂鸟属
白耳蜂鸟属（学名：Basilinna），是雨燕目蜂鸟科的一个属，分布于美国南部、墨西哥和加勒比海地区等地，包含白耳蜂鸟和赞氏蜂鸟两个物种。